# Лебяжинский сельсовет (Егорьевский район)
Лебяжинский сельсовет — муниципальное образование со статусом сельского поселения и административно-территориальное образование в Егорьевском районе Алтайского края России. Административный центр — село Лебяжье.

## Население
| 1997  | 1998  | 1999  | 2000  | 2001  | 2002  |
| ----- | ----- | ----- | ----- | ----- | ----- |
| 2377  | ↗2402 | ↘2401 | ↗2474 | ↘2395 | ↗2455 |
| 2003  | 2004  | 2005  | 2006  | 2007  | 2008  |
| ↘2334 | ↗2399 | ↘2175 | ↘2167 | ↘2070 | ↗2075 |
| 2009  | 2010  | 2011  | 2012  | 2013  | 2014  |
| ↗2097 | ↘2045 | ↘2037 | ↘1923 | ↗2047 | ↘2039 |
| 2015  | 2016  | 2017  | 2018  | 2019  | 2020  |
| ↘1993 | ↗2004 | ↘1989 | →1989 | ↘1951 | ↘1884 |
| 2021  |       |       |       |       |       |
| ↘1830 |       |       |       |       |       |

По результатам Всероссийской переписи населения 2010 года, численность населения муниципального образования составила 2045 человек, в том числе 990 мужчин и 1055 женщин. Оценка Росстата на 1 января 2012 года — 1923 человека.

## Населённые пункты
В состав сельского поселения входит 3 населённых пункта:
- село Лебяжье,
- посёлок Перешеечный,
- посёлок Песчаный Борок.